# Леринска часовникова кула
Леринската часовникова кула (на гръцки: Πύργος του ωρολογίου) е бивша кула в южномакедонския град Лерин (Флорина), Гърция, разрушена след Първата световна война. Намирала се е на кръстовището на „Мегалос Александрос“ и „Капетан Пулакас“.
Точната дата на изграждане на часовниковата кула в Лерин не е известна. Според местна традиция е изградена след построяването на църквата „Свети Димитър“ (1830 година). Кулата е имала височина малко под 10 m и се е виждала от целия град. Часовникът е отброявал времето по турски. В съответствие с градоустройствения план на Лерин, приет в 1919 година и предвиждащ разширяването на булевард „Мегалос Александрос“, на 1 септември 1927 година Общинският съвет на града решава кулата да се разруши като „остаряла и грозна“.
Кулата е приличала на старата часовникова кула във Воден, на Ениджевардарската и на незапазената Берска кула (разрушена в 1930 година). Ениджевардарската кула е изцяло каменна, докато на Берската и Леринската горната част е дървена. И трите кули са с височина под 25 m, тъй като не е било позволено те да надвишават височината на минаретата на джамиите. Леринската кула е разрушена в 1927 година.